# 아힌 포슈
아한 포슈(Ahan Posh) 혹은 아판 포슈 타페 (Ahan Posh Tape, 페르시아어: آهن پوش (‘아한 푸슈’) "철로 뒤덮인 (곳)")는 아프가니스탄 잘랄라바드 인근에 있는 고대 불교 스투파이자 비하라 시설 단지이며, 쿠샨 제국 시기인 서기 150-160년 때의 것으로 추정된다.
이곳의 스투파는 1879년 2월에 윌리엄 심슨이 처음 발굴했었다. 그는 스투파의 바닥 부분을 정리하였고 중심부 쪽으로 굴을 팠다. 발굴을 통해 주 출입구에서 치장 회반죽으로 덮인 진흙으로 된 거대한 불상의 잔해가 발견되었으며, 발의 길이가 58센티미터였다. 스투파는 인도-코린토식 주두, "인도-페르시아"식 주두, 로마 시대 전형적인 이오니아 양식 주두로 장식되어 있었다. 인도-코린토식 주두의 일부는 잎장식 한가운데에 앉아있는 부처 모습이 있었다.
유물 보관 공간이 심슨이 파놓은 굴을 통해 아힌 포슈 스투파 가운데에서 발견되었다. 여기에는 석류석이 삽입된 간다라 양식의 금제 아뮬렛이 있었으며, 이 아뮬렛 안에서 비마 카드피세스의 것과 카니슈카의 것 등 금화 두 개가 발견되었다. 전반적으로, 대량의 쿠샨 제국의 지배자들의 주화들이 가운데 유물 보관 공간에서 발견되었으며, 비마 카드피세스 (서기 113년경–127년)의 것 10개, 카니슈카 1세의 것 6개, 서 있는 부처의 형상이 담긴 주화 하나, 후비슈카 (서기 150–190년경)의 것 하나 등이 있었다.
로마 황제 도미티아누스 (서기 81-96년)의 아우레우스, 로마 황제 트라야누스 (서기 98-117년)의 금화, 하드리아누스의 아내인 사비나 황후의 아우레우스 등, 로마의 주화들도 보관실에서 발견되었다. 사비나의 주화에서, 그녀는 하드리아누스가 황제로 선포된 시기인 서기 117년에 수여받은 칭호인 ‘아우구스타’라 칭해졌다. 따라서, 아힌 포슈 스투파의 마지막 봉납이 이 시기 이후인 서기 120년 이후 아마 수 십년 내에 필연적으로 이뤄졌다.
현재 이 봉납물들은 대영박물관의 소장품의 일부로 있다.

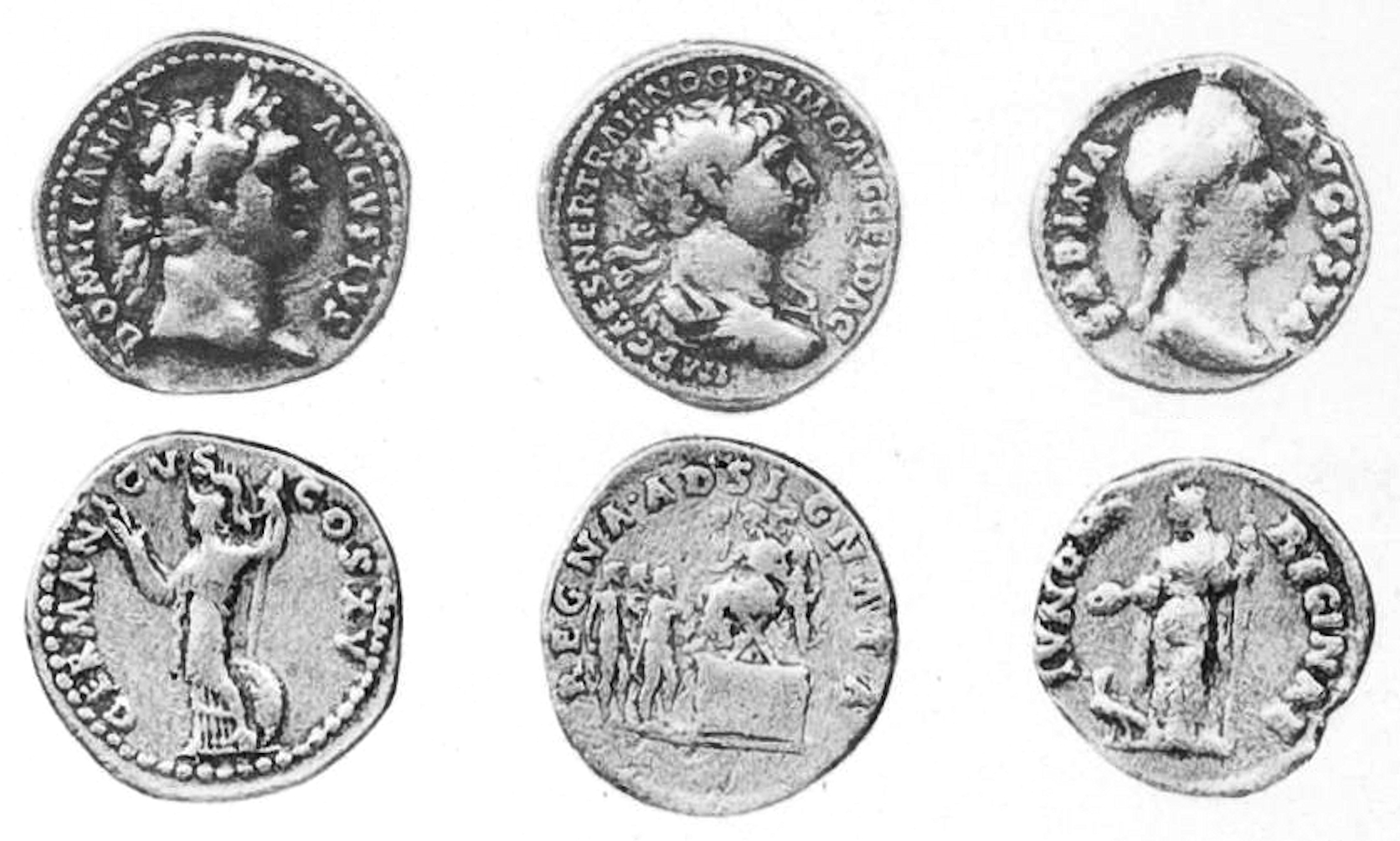
아힌 포슈 중심부 봉납 공간에서 발견된 로마 주화 세 개
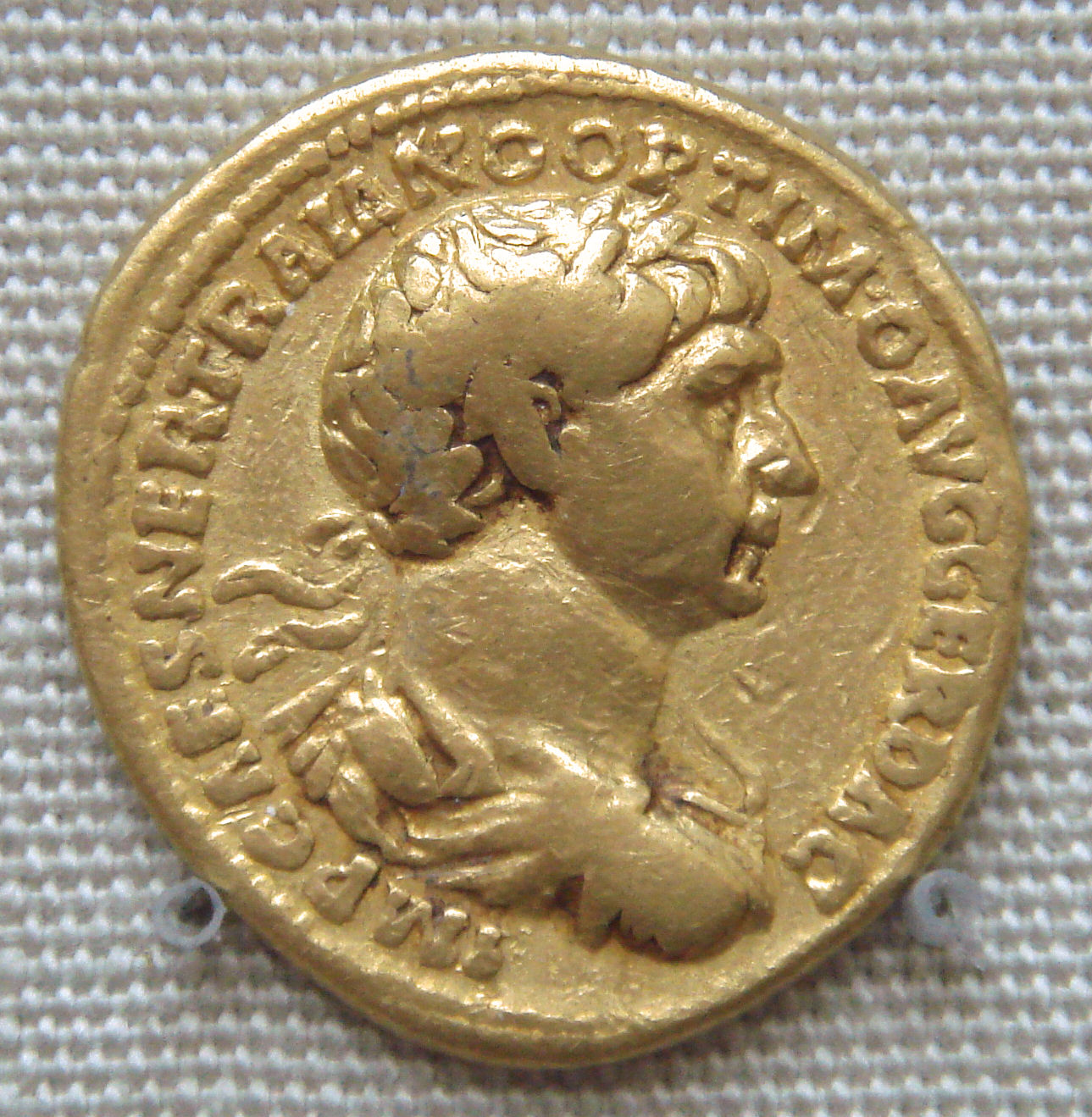
아힌 포슈에서 카니슈카의 주화와 같이 발견된 로마 황제 트라야누스의 주화.
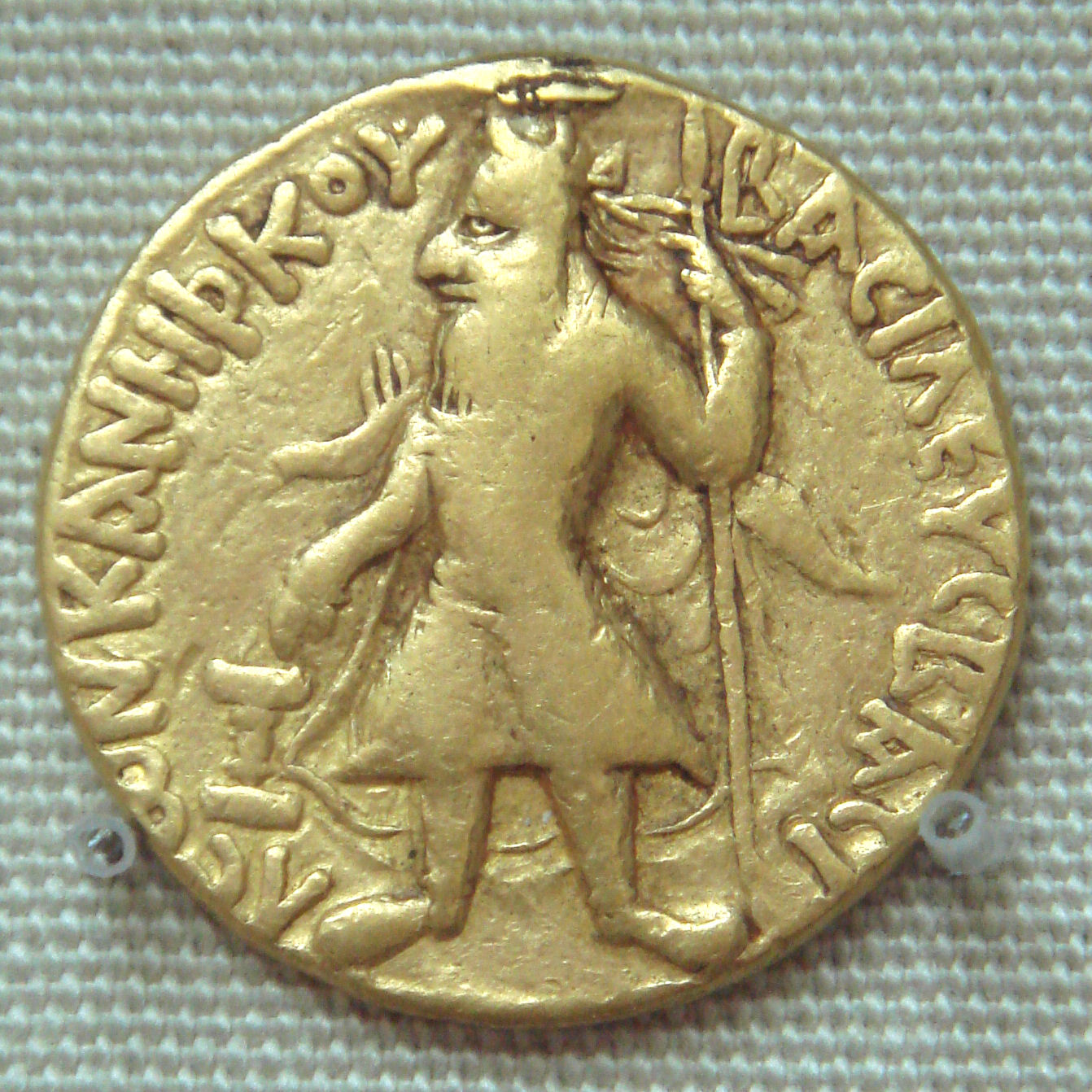
아힌 포슈에서 발견된 카니슈카의 주화. 이 주화 뒷면에는 셀레네(ϹΑΛΗΝΗ) 여신의 모습이 담겨있다 .
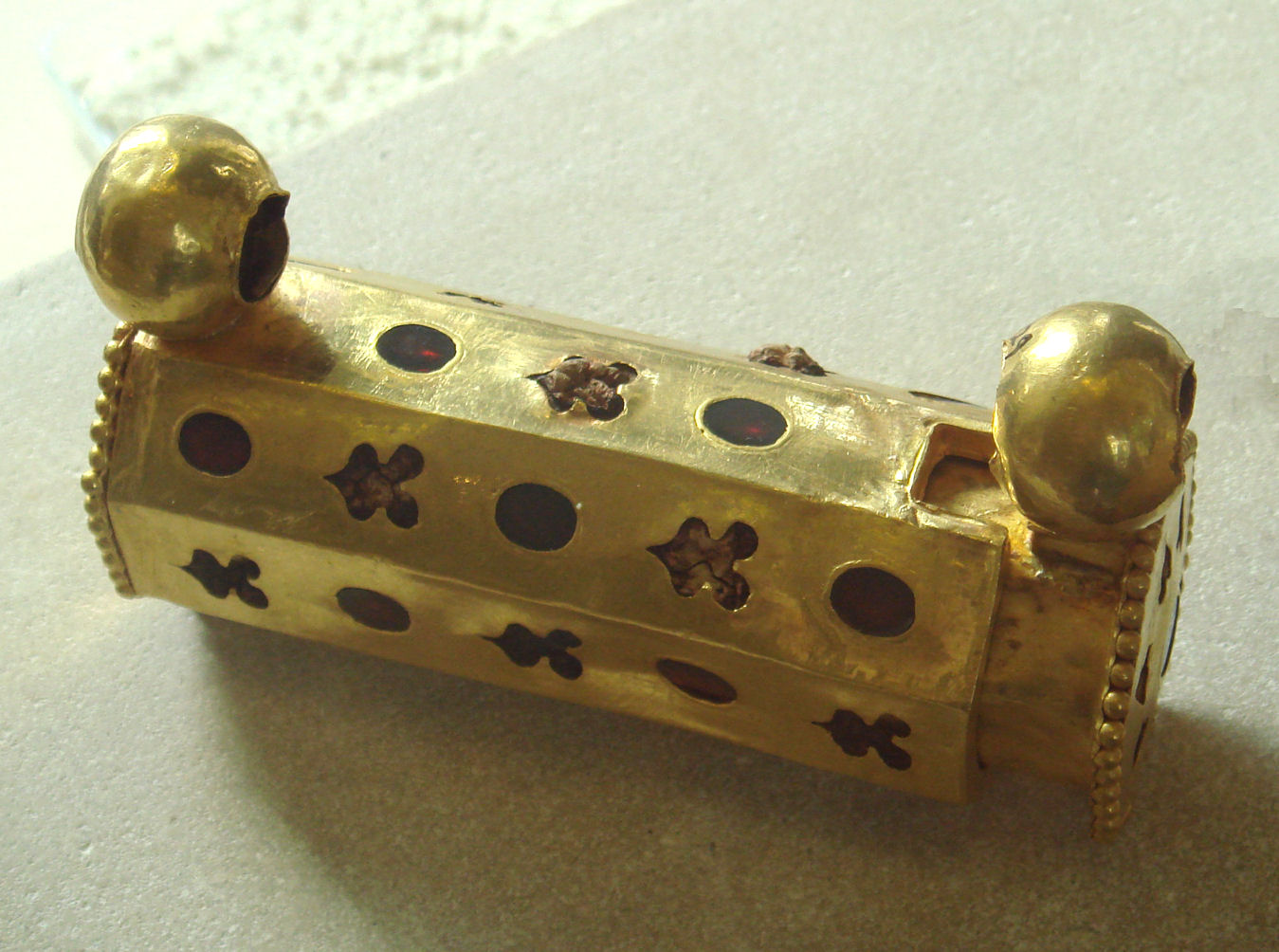
비마 카드피세스, 카니슈카의 주화가 들어가 있던 금제 아뮬렛으로, 현재 대영박물관에 있다.
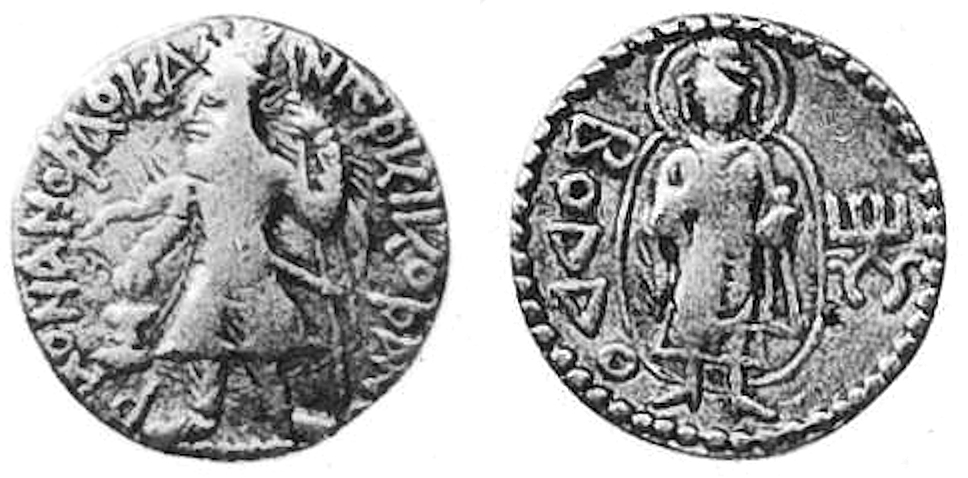
아힌 포슈에서 발견된 카니슈카의 금화로, 석가모니 부조가 있다.
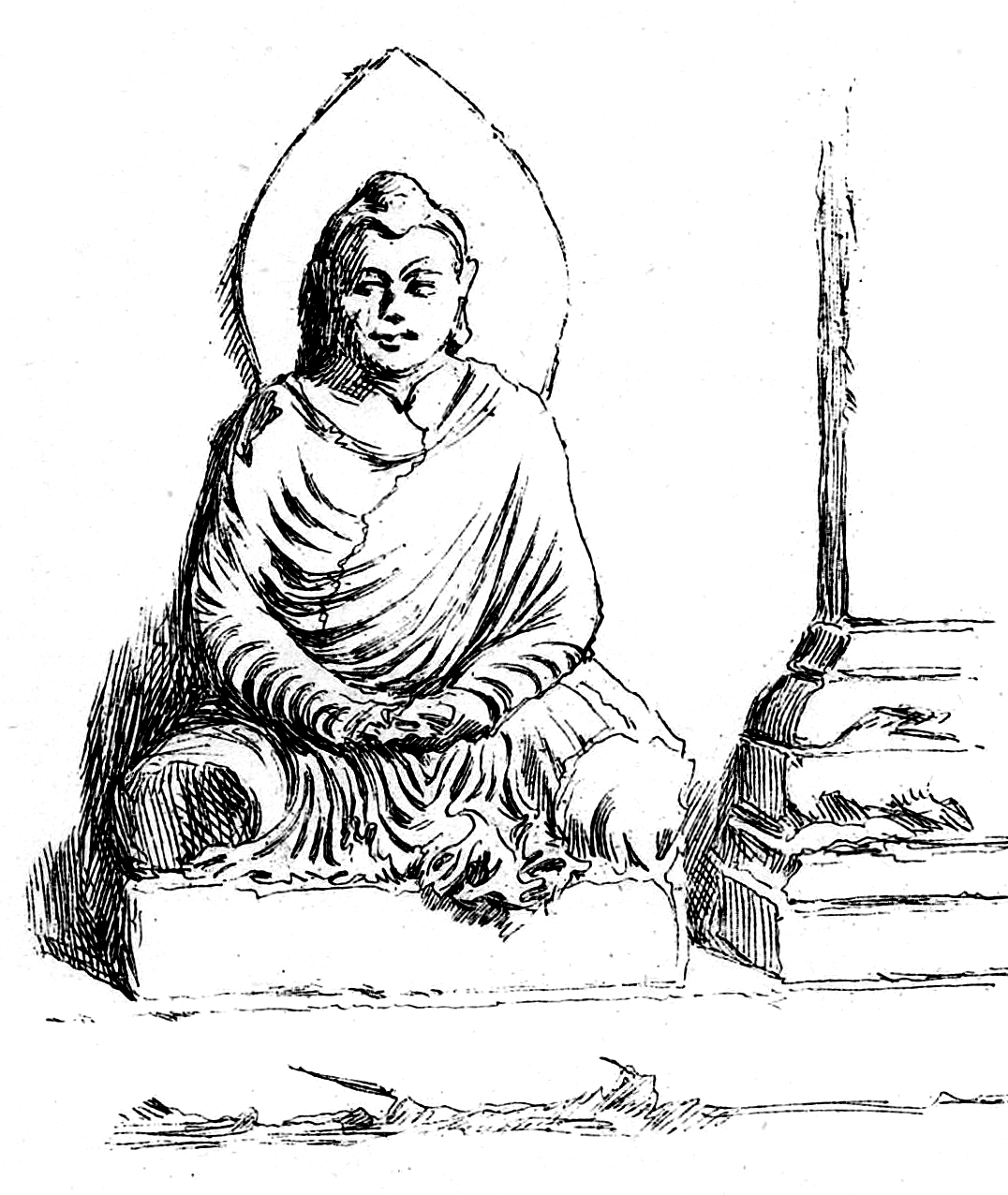
1878년 심슨이 그린 아힌 포슈 스투파의 석가모니
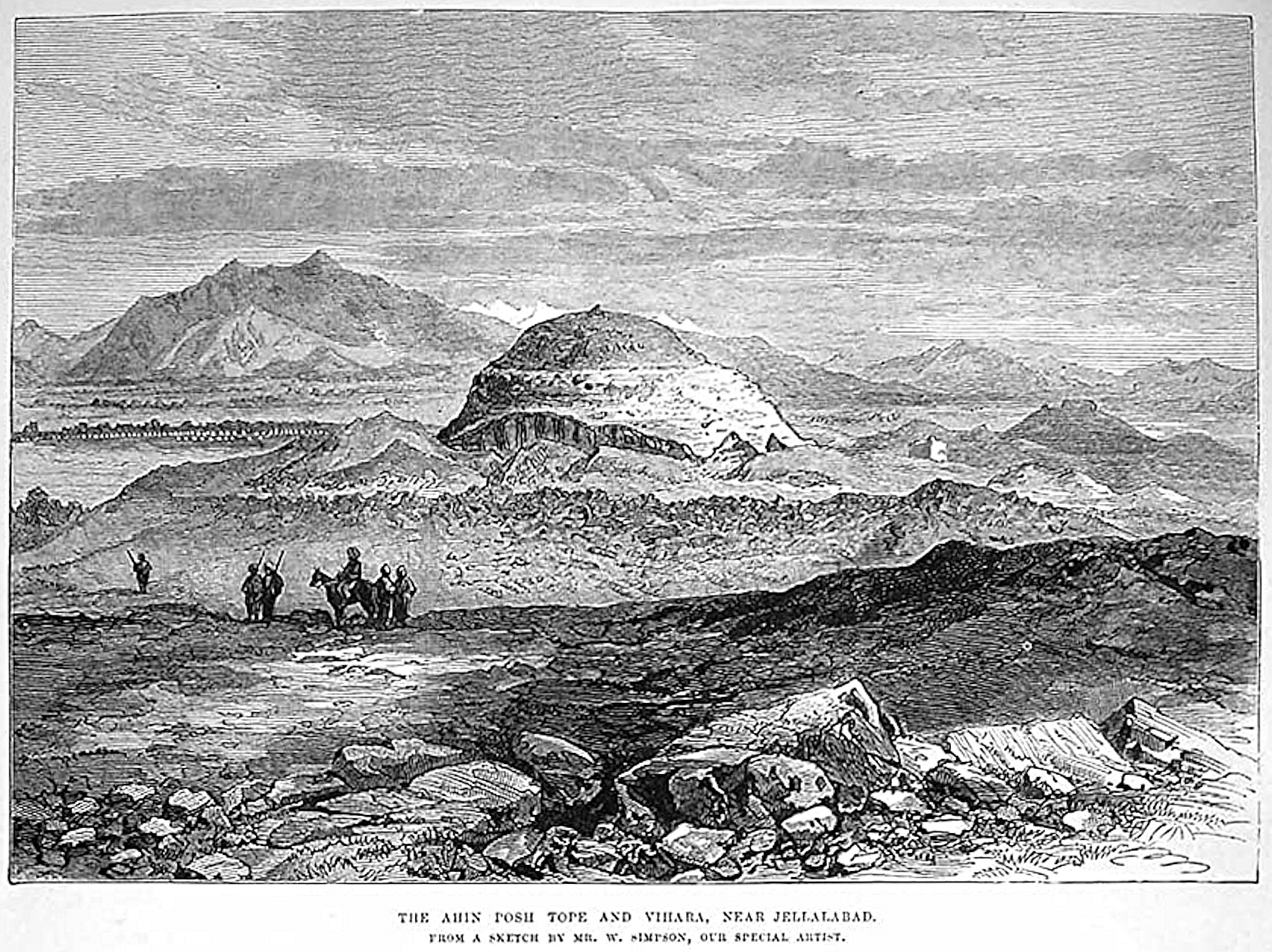
1879년 8월 16일 런던 뉴스에서 삽화로 그려진 아힌 포슈 스투파 유적지의 광경
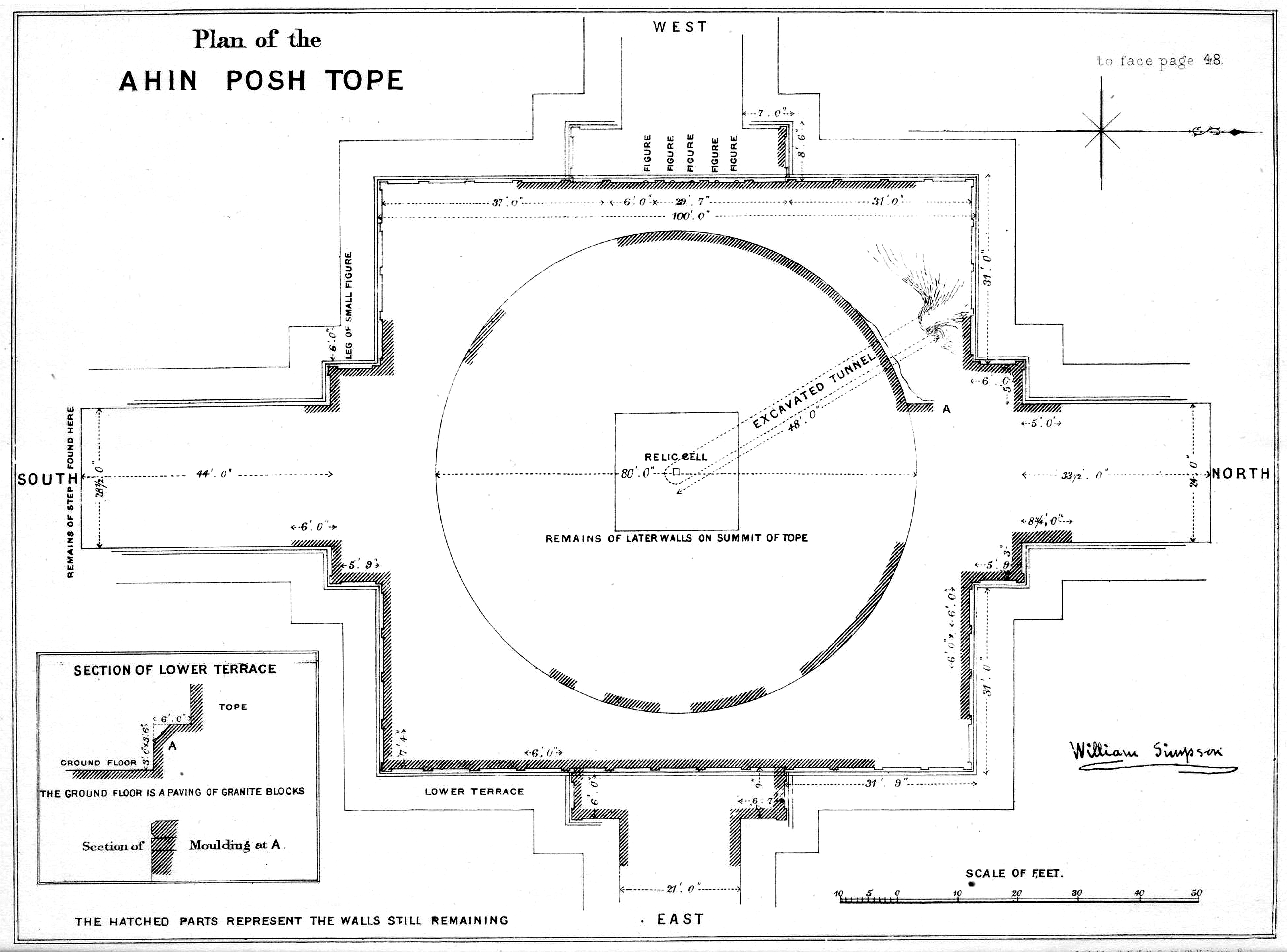
1878년 윌리엄 심슨이 그린 아힌 포슈 스투파의 평면도
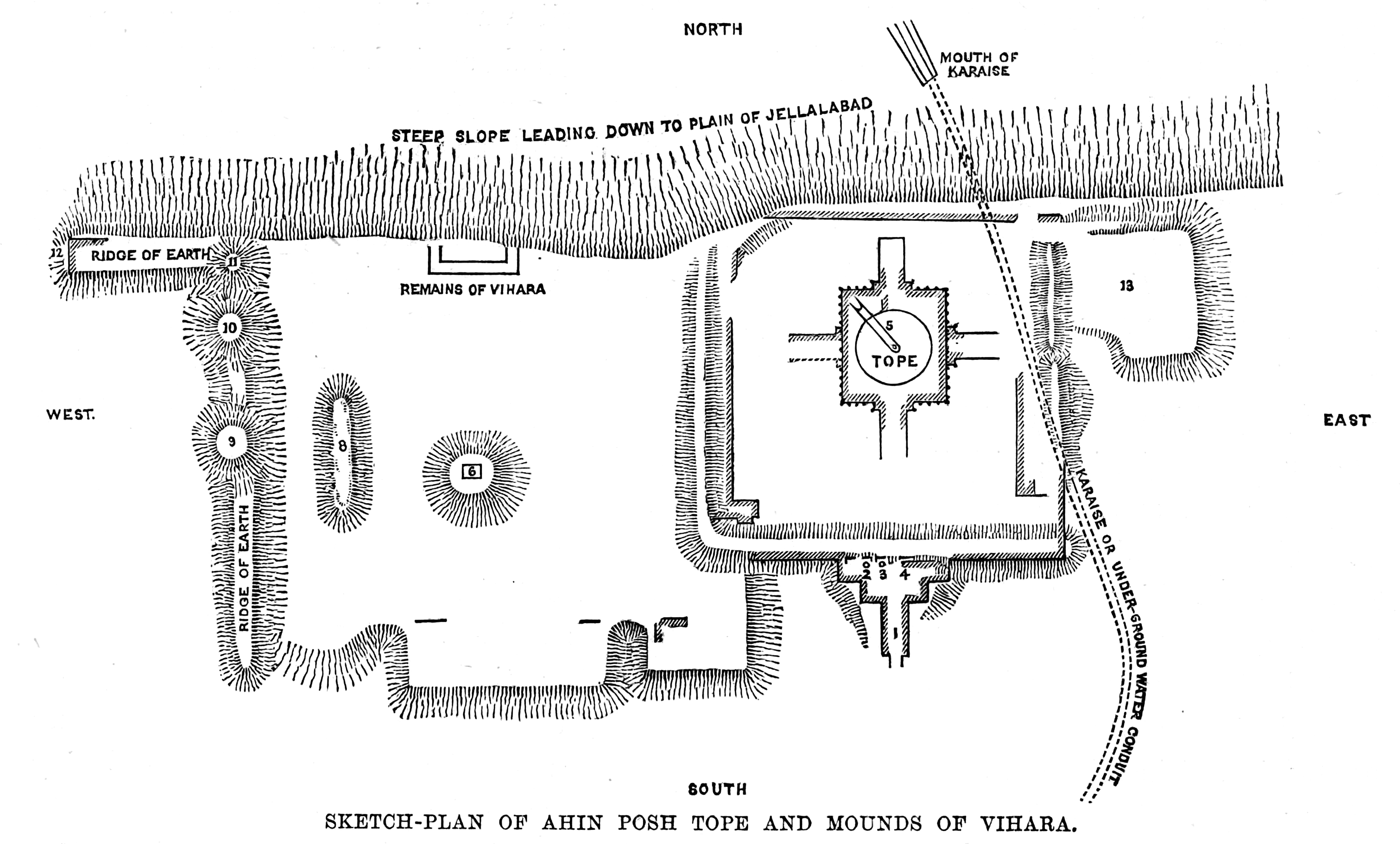
아힌 포슈 스투파와 비하라의 건너편 (1878년 심슨)
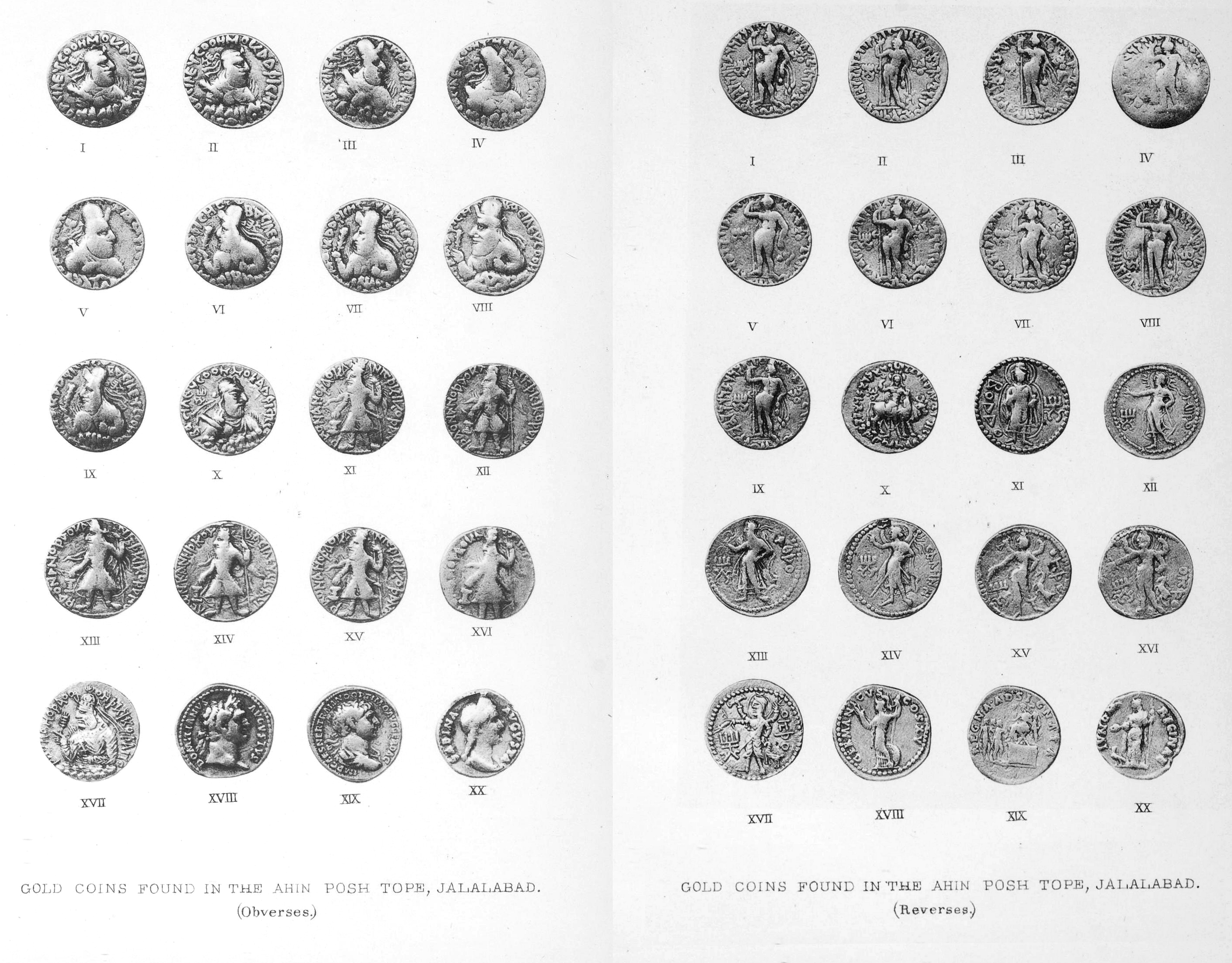
아힌 포슈 중심부에서 발견된 모든 주화

## 같이 보기
- 인도-로마 교역 관계

## 참고 문헌
- Errington, Elizabeth (2017). 《Charles Masson and the Buddhist Sites of Afghanistan: Explorations, Excavations, Collections 1832–1835》. British Museum. 156–159쪽.
- "Documents Epigraphiques Kushans" G. Fussman